# Сокіл (стадіон, Стрий)
«Со́кіл» — футбольний і легкоатлетичний стадіон у Стрию Львівської області, головна спортивна споруда міста та один з найкращих стадіонів області. На ньому проводить свої домашні матчі футбольний клуб першої ліги «Скала». Також на стадіоні розташований один з найкращих у Європі кордодромів.

## Історія та архітектурні особливості
Стадіон «Сокіл» було споруджено в 1920-тих роках, коли місто входило до складу Польщі. Спортивну споруду декілька разів реконструювали, спочатку в 1954 році, потім 1990 року і востаннє в 2005 році. Після реконструкції стадіон став відповідати вимогам першої ліги чемпіонату України з футболу. У 2016 році було встановлено пластикові сидіння на двох секторах трибуни, протилежної до головної.
Стадіон оснащений дренажною системою поля, має сучасне електронне табло. На головній трибуні розташована ложа для почесних гостей та коментаторські кабіни, в підтрибунних приміщеннях розташовані обладнані відповідно до вимог ФФУ роздягальні та душові для футболістів та арбітрів.
Стадіон «Сокіл» має дві трибуни з сидячими місцями загальною місткістю 6 000 місць, а також близько 3 000 стоячих місць за воротами. Головна трибуна повністю крита та обладнана пластиковими сидіннями, на протилежній трибуні по краях розміщені дерев'яні лави, у центрі — пластикові сидіння. Стадіон також обладнаний тартановими біговими доріжками для проведення змагань з легкої атлетики.
Стадіон передбачалося використати як тренувальний до Євро-2012, але не ввійшов до офіційного остаточного списку тренувальних баз

## Матчі
До сезону 2017/18 на стадіоні виступав клуб «Скала». До розпаду у 2006 році на стадіоні виступала стрийська «Газовик-Скала» у першій та другій лігах, після відновлення клубу в 2007 році та до його розпаду в 2009 команда тут проводила матчі в аматорських змаганнях.
18 березня 2006 року на стадіоні «Сокіл» зіграли матч першої ліги львівські «Карпати», оскільки стадіон «Україна» готували до матчу кубка України проти київського «Динамо», а тренери «Карпат» вирішили поберегти гравців від гри на важкому полі львівського стадіону. Також на стадіоні неодноразово проводив матчі дублюючий склад «Карпат» та «Карпати-2», а також моршинський «Медик» за часів виступів у аматорській лізі.
Рекорд відвідуваності — 17 000 глядачів на матчі між «Скалою» та київським «Динамо», що відбувся 14 березня 1992 року в рамках розіграшу кубка України.

## Кордодром
На стадіоні «Сокіл» розташований кордодром, призначений для проведення змагань з автомодельного спорту. Стрийський кордодром спорудили у 2006 році, його вважають одним з найкращих у Європі. На ньому регулярно проводяться чемпіонати України та етапи кубка світу, а з 29 липня по 3 серпня 2008 року на стадіоні пройшов 57-й чемпіонат Європи з автомодельного спорту, який вперше приймала Україна.